# Albert Hirth
Albert Hirth (7 de octubre de 1858-12 de octubre de 1935) fue un ingeniero, inventor y empresario alemán, fundador de varias empresas en Bad Cannstatt y presidente de la Asociación de Industriales de Württemberg.

## Semblanza

### Primeros años
Albert Hirth nació en 1858 en Schellenmühle, cerca de Meimsheim, donde su padre Ludwig Hirth era un molinero conocido como inventor y reparador de molinos. En su juventud, Albert ideó varios dispositivos para facilitar el trabajo en su propia casa, como un dispositivo para producir hilos de lana y un instrumento para cortar masa de pasta. Completó su aprendizaje como mecánico e ingeniero mecánico con el fabricante de cajas fuertes Carl Ade en Stuttgart, y después trabajó en una fábrica de máquinas en Zúrich, desde donde regresó a Stuttgart en 1878 y se matriculó como estudiante en la Escuela de Construcción de Stuttgart.

### Carrera profesional y empresas

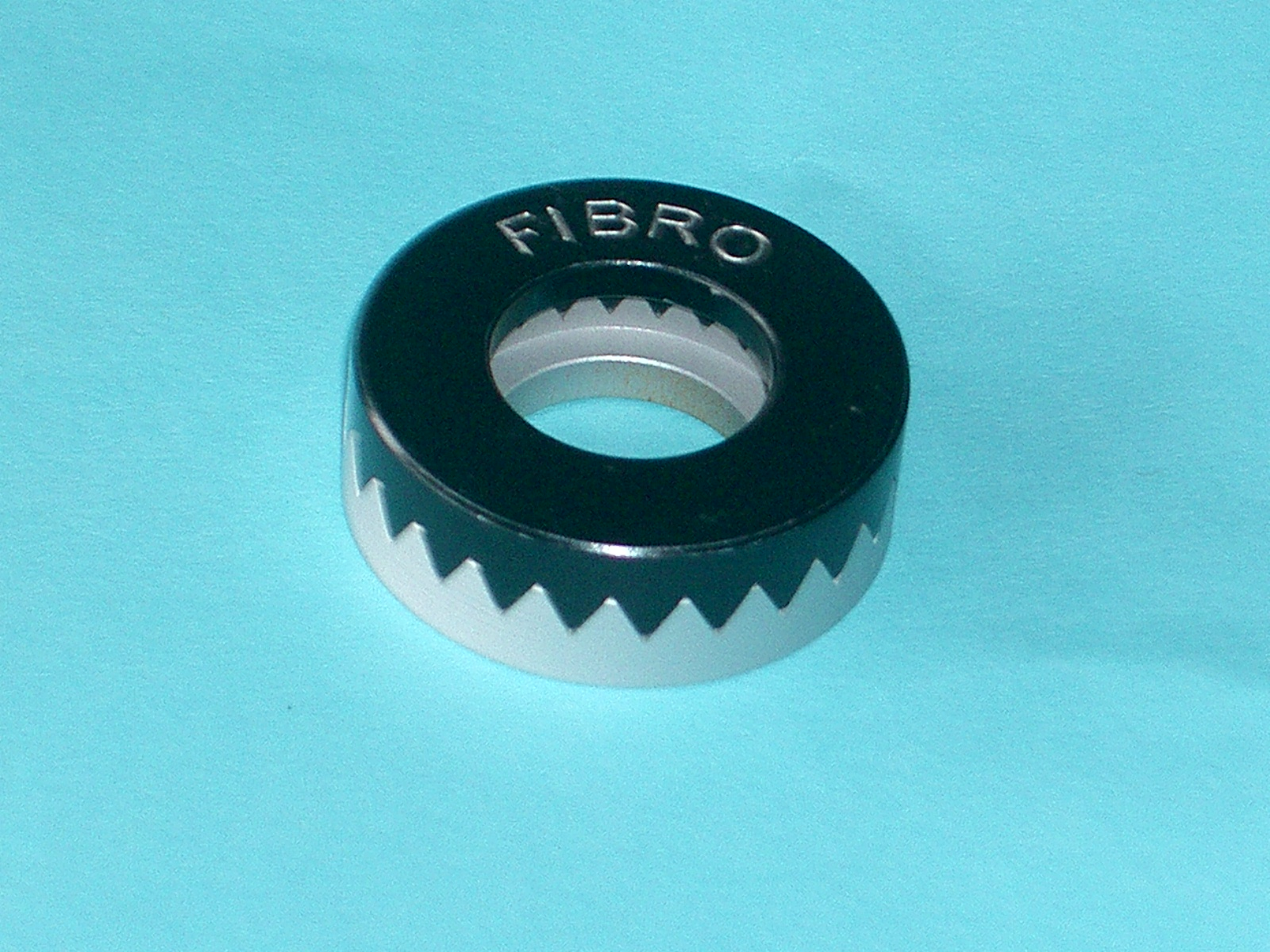
Dentado Hirth fabricado en aluminio anodizado en color para mostrar mejor el diseño del engranado de los dientes

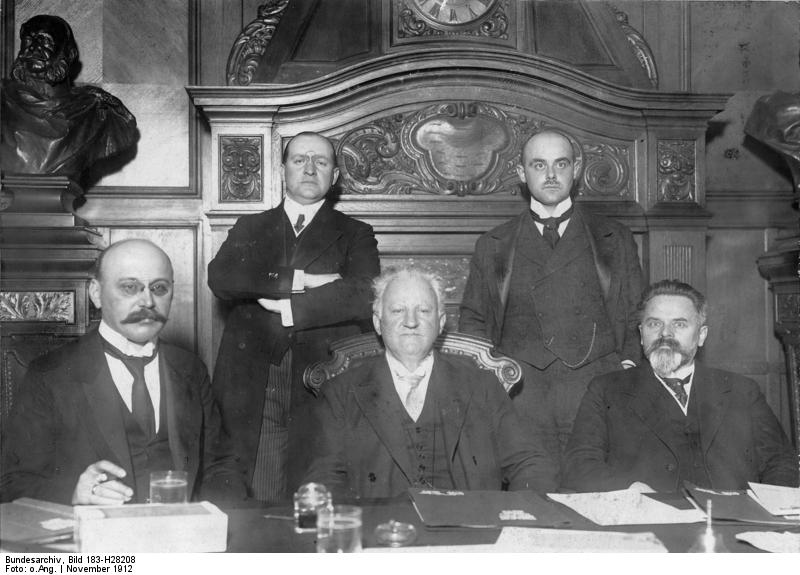
Albert Hirth (primero desde la derecha) en el comité ejecutivo de Hansa-Bund (noviembre de 1912, Berlín). Le acompañan (enumerados desde la izquierda): Franz Heinrich Witthoefft, Hartmann von Richthofen Jakob Riesser, Kurt von Kleefeld

En 1888, Hirth se incorporó a la fábrica de máquinas de tejer circulares Terrot en Cannstatt como diseñador y director de los talleres. En 1889, las mejoras que hizo a las máquinas de su empresa atrajeron mucha atención en el transcurso de la Exposición Universal de París (1889). Durante este tiempo, Hirth registró distintas patentes sobre un método de montaje en papel para las mesas de dibujo, sobre un procedimiento de delineación con plumillas y sobre un transportadorde ángulos ajustable. El fabricante de relojes A. Junghans contrató a Hirth para que dirigiera su fábrica de Schramberg en 1894, donde logró racionalizar la producción de relojes, construyendo nuevas máquinas semiautomáticas para producir engranajes mediante fresado y por moldeo por inyección, que incorporó a las líneas de producción. Con el apoyo de Junghans, Hirth fundó su propia oficina de diseño en Stuttgart en 1898.  Muchos inventos creados en esta oficina fueron patentados.
En 1903 se hizo cargo de la empresa Emil Lilienfein de Cannstatt, junto con su propio firma Fortuna-Werke Albert Hirth, que se ocupaba del área comercial. Con la Máquina afiladora y rectificadora cilíndrica de cuero Fortuna, logró desarrollar otro nuevo producto. A principios del siglo XX, comenzó a colaborar con Robert Bosch, a quien conoció en el Salón del Automóvil de París de 1900. Hirth fabricó sistemas de encendido para sus automóviles. Al mismo tiempo, se involucró en la producción de rodamientos y fundó la empresa Norma para producir cojinetes de bolas. Como consecuencia de esta actividad, diseñó el dispositivo de medición de precisión denominado Minímetro Hirth, que permitió que se pudieron fabricar husillos de rectificado de bolas de rodamiento con una precisión de centésimas de milímetro. Para conectar ejes, Hirth inventó una forma especial de engranaje (conocido como engranaje Hirth), que todavía se usa hoy en día  en la construcción de máquinas y motores.
En 1914 fundó la empresa KACO en Heilbronn, junto con Gustav Bach y Gustav Klein. La sociedad tenía por objeto la fabricación de juntas de motor.
Como su última gran inversión, creó una sociedad por acciones bajo su nombre en 1922, la Hirth AG. Esta empresa siguió existiendo después de su muerte y tenía una sucursal en Berlín-Neukölln, en la calle Braunauer (hoy Sonnenallee).

### Invenciones y patentes
Albert Hirth registró más de 350 patentes e invenciones durante su vida. Por eso también se le llamó el Edison de Suabia.
Robert Bosch dijo de él que: “¿Sabes a quién le debemos básicamente el rápido desarrollo de la producción en masa de piezas de precisión? Solo al minímetro Hirth y al husillo de bolas Fortuna”.
En septiembre de 1914, Hirth, basándose en su patente de 1908, hizo los preparativos para construir un helicóptero gigante. Sin embargo, las fuerzas de elevación determinadas en el banco de pruebas todavía no eran suficientes. El comienzo de la Primera Guerra Mundial impidió un mayor desarrollo de esta idea. Proyectos para el futuro, como el diseño de un vehículo oruga con el que se deberían explorar los polos terrestres, así como un hidroala gigante para cruzar los océanos, ocuparon buena parte de sus últimos años.
Albert Hirth inventó el lápiz de cuatro colores a la edad de 72 años.

### Vida personal

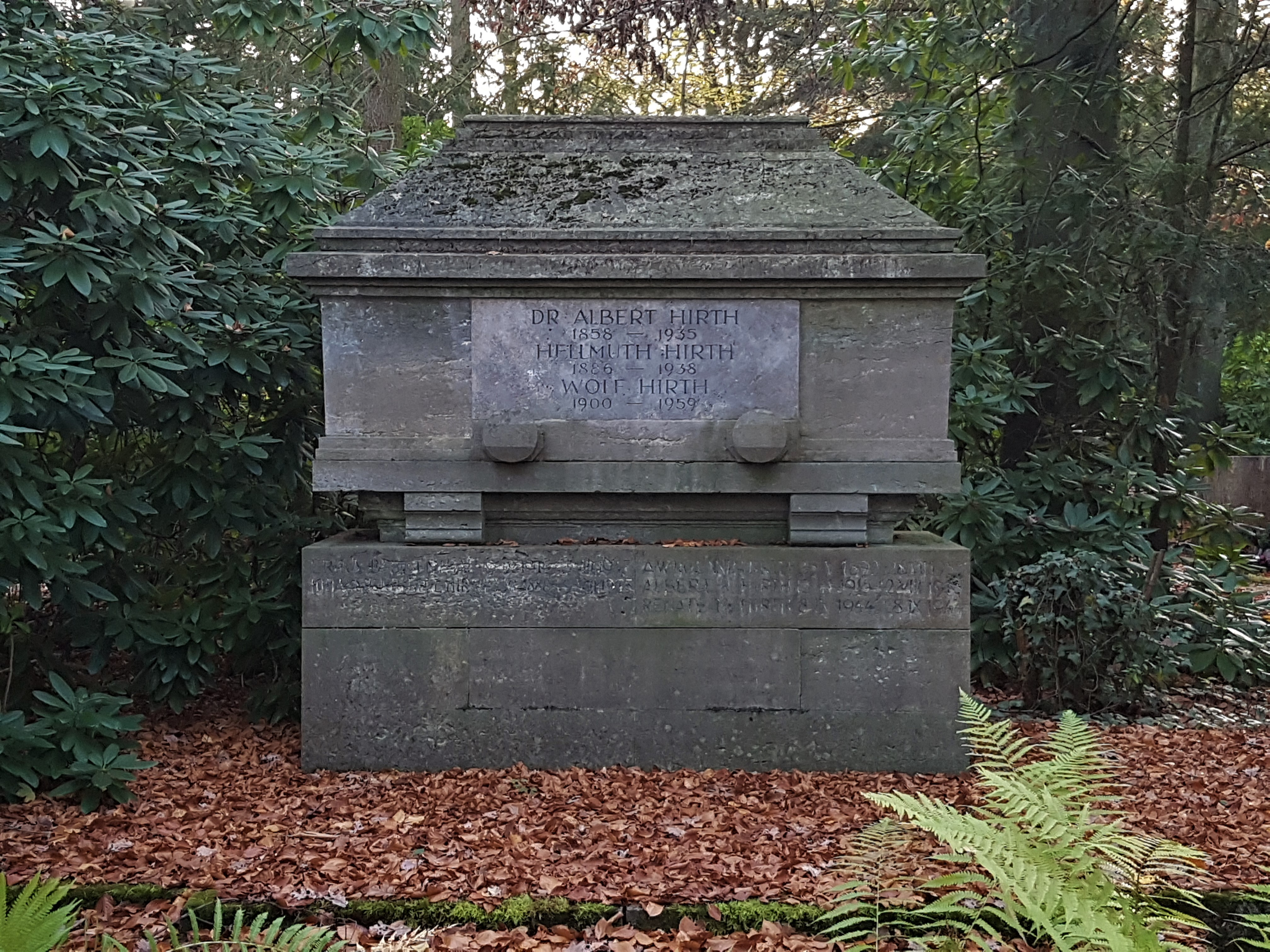
Tumba en el Cementerio Forestal de Stuttgart

Durante su época de aprendiz, Albert Hirth fundó el 1er Club Ciclista de Cannstatter, en el que participó él mismo montando en biciclo. A principios del siglo XX, Albert Hirth, como navegante en globo, fue uno de los miembros fundadores de la Asociación de Aviación de Württemberg. También se convirtió en vicepresidente de las Hansabundes (Liga Hansa para el Comercio y la Industria) en 1909.
Después del final de la Primera Guerra Mundial, conoció al político Alfred Roth. Después de que se prohibiera la Schutz- und Trutzbundes ("Alianza de Protección Mutua") en el verano de 1922, tuvo temporalmente su domicilio en la villa de Hirth en el lago Constanza.
Sus hijos fueron el pionero aeronáutico y diseñador de aviones Hellmuth Hirth y el pionero del vuelo sin motor Wolfram Hirth.
Falleció en la localidad bábara de Nonnenhorn en 1935, y sus restos descansan en el Waldfriedhof Stuttgart, el cementerio forestal de la ciudad.

## Reconocimientos
- En 1921, la Universidad Técnica de Stuttgart le otorgó un doctorado honoris causa.
- En su lugar de nacimiento, Meimsheim, la escuela primaria y una calle llevan su nombre.[7]

## Publicaciones
- Cubo de tornillo neumático Hirth para tornillos en madera (Catálogo de la empresa) Albert Hirth AG Stuttgart-Zuffenhausen. Complemento: Diseñe económicamente - utilice engranajes Hirth; alrededor de 1934